# Пражский парвус
Парвус, малый пражский грош или пражский динар (лат. parvus denarius pragensis) — одна из самых популярных монет (денариев) Средневековья.
Малый пражский грош — небольшая серебряная монета диаметром 15—16 мм, весом около 0,5 г, изготовлена из серебра 544 пробы.
Чеканить монету начал король Чехии Вацлав II в 1300 году. Введен в Богемии одновременно с пражским или широким грошем. Выпускался до 1327 года, затем был заменён геллером.
На аверс монеты было нанесено изображение чешской короны, на обратной стороне — чешский геральдический лев. Во время правления Иоганна Люксембургского и императора Карла IV изображение чешской короны было изменено на изображение короны чешского святого Вацлава. При правлении короля Вацлава IV на монету был нанесён его королевский профиль.
Пражский грош и ранее существовавшие денарии имели большое значение для денежного оборота страны, но из-за своего большого номинала они были практически недоступным широким слоям населения. В связи с этим и была введена в оборот монета меньшего номинала — малый пражский парвус. 12 пражских парвусов были равны 1 пражскому грошу. От гроша парвус отличался более простой надписью на одной стороне.
Монета имела широкое хождение в странах Центральной и Восточной Европы: Чехии, Польше, Венгрии, Литве, Галицко-Волынском княжестве, Германии и Австрии.